# Fed Cup 2015 Zona Euro-Africana Gruppo I - Pool B
Il Pool B della Zona Euro-Africana Gruppo I nella Fed Cup 2015 è uno dei due pool (gironi) in cui è suddiviso il Gruppo I della zona Euro-Africana. Quattro squadre si sono scontrate nel formato round robin. (vedi anche Pool A, Pool C, Pool D)
|   | Pool B              | Regno Unito (bandiera) | Turchia (bandiera) | Ucraina (bandiera) | Liechtenstein (bandiera) |
| 1 | Gran Bretagna (2-1) |                        | 1-2                | 3-0                | 3-0                      |
| 2 | Turchia (2-1)       | 2-1                    |                    | 1-2                | 3-0                      |
| 3 | Ucraina (2-1)       | 0-3                    | 2-1                |                    | 3-0                      |
| 4 | Liechtenstein (0-3) | 0-3                    | 0-3                | 0-3                |                          |

## Primo giorno
| Gran Bretagna 3 | SYMA Rendezvény és Kongresszusi Központ, Budapest, Ungheria 4 febbraio 2015 Cemento indoor | SYMA Rendezvény és Kongresszusi Központ, Budapest, Ungheria 4 febbraio 2015 Cemento indoor | Liechtenstein 0 |     |   |  |
| \| \| \| \| 1 \| 2 \| 3 \| \| \| - \| \| ---------------------------------------------------------------- \| --- \| --- \| - \| \| \| 1 \| \| Johanna Konta Kathinka von Deichmann \| 6 0 \| 6 0 \| \| \| \| 2 \| \| Heather Watson Stephanie Vogt \| 6 2 \| 6 3 \| \| \| \| 3 \| \| Jocelyn Rae / Anna Smith Stephanie Vogt / Kathinka von Deichmann \| 6 1 \| 6 2 \| \| \| |                                                                                            |                                                                                            |                 |     |   |  |
| |                                                                                            |                                                                                            | 1               | 2   | 3 |  |
| 1 | Gran Bretagna (bandiera) · Liechtenstein (bandiera)                                        | Johanna Konta Kathinka von Deichmann                                                       | 6 0             | 6 0 |   |  |
| 2 | Gran Bretagna (bandiera) · Liechtenstein (bandiera)                                        | Heather Watson Stephanie Vogt                                                              | 6 2             | 6 3 |   |  |
| 3 | Gran Bretagna (bandiera) · Liechtenstein (bandiera)                                        | Jocelyn Rae / Anna Smith Stephanie Vogt / Kathinka von Deichmann                           | 6 1             | 6 2 |   |  |

| Ucraina 2 | SYMA Rendezvény és Kongresszusi Központ, Budapest, Ungheria 4 febbraio 2015 Cemento indoor | SYMA Rendezvény és Kongresszusi Központ, Budapest, Ungheria 4 febbraio 2015 Cemento indoor | Turchia 1 |     |     |  |
| \| \| \| \| 1 \| 2 \| 3 \| \| \| - \| \| ---------------------------------------------------------- \| --- \| --- \| --- \| \| \| 1 \| \| Lesja Curenko Pemra Özgen \| 6 2 \| 6 2 \| \| \| \| 2 \| \| Elina Svitolina Çağla Büyükakçay \| 3 6 \| 6 4 \| 0 6 \| \| \| 3 \| \| Ol'ga Savčuk / Lesja Curenko Çağla Büyükakçay / İpek Soylu \| 7 5 \| 6 1 \| \| \| |                                                                                            |                                                                                            |           |     |     |  |
| |                                                                                            |                                                                                            | 1         | 2   | 3   |  |
| 1 | Ucraina (bandiera) · Turchia (bandiera)                                                    | Lesja Curenko Pemra Özgen                                                                  | 6 2       | 6 2 |     |  |
| 2 | Ucraina (bandiera) · Turchia (bandiera)                                                    | Elina Svitolina Çağla Büyükakçay                                                           | 3 6       | 6 4 | 0 6 |  |
| 3 | Ucraina (bandiera) · Turchia (bandiera)                                                    | Ol'ga Savčuk / Lesja Curenko Çağla Büyükakçay / İpek Soylu                                 | 7 5       | 6 1 |     |  |

## Secondo giorno
| Gran Bretagna 1 | SYMA Rendezvény és Kongresszusi Központ, Budapest, Ungheria 5 febbraio 2015 Cemento indoor | SYMA Rendezvény és Kongresszusi Központ, Budapest, Ungheria 5 febbraio 2015 Cemento indoor | Turchia 2 |     |     |  |
| \| \| \| \| 1 \| 2 \| 3 \| \| \| - \| \| ---------------------------------------------------- \| --- \| --- \| --- \| \| \| 1 \| \| Johanna Konta İpek Soylu \| 3 6 \| 6 7 \| \| \| \| 2 \| \| Heather Watson Çağla Büyükakçay \| 2 6 \| 6 3 \| 5 7 \| \| \| 3 \| \| Jocelyn Rae / Anna Smith Başak Eraydın / Pemra Özgen \| 6 2 \| 6 1 \| \| \| |                                                                                            |                                                                                            |           |     |     |  |
| |                                                                                            |                                                                                            | 1         | 2   | 3   |  |
| 1 | Gran Bretagna (bandiera) · Turchia (bandiera)                                              | Johanna Konta İpek Soylu                                                                   | 3 6       | 6 7 |     |  |
| 2 | Gran Bretagna (bandiera) · Turchia (bandiera)                                              | Heather Watson Çağla Büyükakçay                                                            | 2 6       | 6 3 | 5 7 |  |
| 3 | Gran Bretagna (bandiera) · Turchia (bandiera)                                              | Jocelyn Rae / Anna Smith Başak Eraydın / Pemra Özgen                                       | 6 2       | 6 1 |     |  |

| Ucraina 3 | SYMA Rendezvény és Kongresszusi Központ, Budapest, Ungheria 5 febbraio 2015 Cemento indoor | SYMA Rendezvény és Kongresszusi Központ, Budapest, Ungheria 5 febbraio 2015 Cemento indoor | Liechtenstein 0 |     |     |  |
| \| \| \| \| 1 \| 2 \| 3 \| \| \| - \| \| --------------------------------------------------------------- \| --- \| --- \| --- \| \| \| 1 \| \| Kateryna Kozlova Kathinka von Deichmann \| 6 1 \| 6 1 \| \| \| \| 2 \| \| Elina Svitolina Stephanie Vogt \| 4 6 \| 6 2 \| 6 3 \| \| \| 3 \| \| Ol'ga Savčuk / Lesja Curenko Kathinka von Deichmann / Lynn Zund \| 6 2 \| 6 1 \| \| \| |                                                                                            |                                                                                            |                 |     |     |  |
| |                                                                                            |                                                                                            | 1               | 2   | 3   |  |
| 1 | Ucraina (bandiera) · Liechtenstein (bandiera)                                              | Kateryna Kozlova Kathinka von Deichmann                                                    | 6 1             | 6 1 |     |  |
| 2 | Ucraina (bandiera) · Liechtenstein (bandiera)                                              | Elina Svitolina Stephanie Vogt                                                             | 4 6             | 6 2 | 6 3 |  |
| 3 | Ucraina (bandiera) · Liechtenstein (bandiera)                                              | Ol'ga Savčuk / Lesja Curenko Kathinka von Deichmann / Lynn Zund                            | 6 2             | 6 1 |     |  |

## Terzo giorno
| Gran Bretagna 3 | SYMA Rendezvény és Kongresszusi Központ, Budapest, Ungheria 6 febbraio 2015 Cemento indoor | SYMA Rendezvény és Kongresszusi Központ, Budapest, Ungheria 6 febbraio 2015 Cemento indoor | Ucraina 0 |     |     |  |
| \| \| \| \| 1 \| 2 \| 3 \| \| \| - \| \| ------------------------------------------------------- \| --- \| --- \| --- \| \| \| 1 \| \| Johanna Konta Lesja Curenko \| 6 3 \| 6 2 \| \| \| \| 2 \| \| Heather Watson Elina Svitolina \| 2 6 \| 7 5 \| 6 4 \| \| \| 3 \| \| Jocelyn Rae / Anna Smith Ol'ga Savčuk / Elina Svitolina \| 6 7 \| 7 5 \| 6 4 \| \| |                                                                                            |                                                                                            |           |     |     |  |
| |                                                                                            |                                                                                            | 1         | 2   | 3   |  |
| 1 | Gran Bretagna (bandiera) · Ucraina (bandiera)                                              | Johanna Konta Lesja Curenko                                                                | 6 3       | 6 2 |     |  |
| 2 | Gran Bretagna (bandiera) · Ucraina (bandiera)                                              | Heather Watson Elina Svitolina                                                             | 2 6       | 7 5 | 6 4 |  |
| 3 | Gran Bretagna (bandiera) · Ucraina (bandiera)                                              | Jocelyn Rae / Anna Smith Ol'ga Savčuk / Elina Svitolina                                    | 6 7       | 7 5 | 6 4 |  |

| Turchia 3 | SYMA Rendezvény és Kongresszusi Központ, Budapest, Ungheria 6 febbraio 2015 Cemento indoor | SYMA Rendezvény és Kongresszusi Központ, Budapest, Ungheria 6 febbraio 2015 Cemento indoor | Liechtenstein 0 |     |   |  |
| \| \| \| \| 1 \| 2 \| 3 \| \| \| - \| \| -------------------------------------------------------------- \| --- \| --- \| - \| \| \| 1 \| \| İpek Soylu Lynn Zund \| 6 0 \| 6 2 \| \| \| \| 2 \| \| Çağla Büyükakçay Stephanie Vogt \| 6 2 \| 6 2 \| \| \| \| 3 \| \| Çağla Büyükakçay / Pemra Özgen Sandra Hinterberger / Lynn Zund \| 6 0 \| 6 0 \| \| \| |                                                                                            |                                                                                            |                 |     |   |  |
| |                                                                                            |                                                                                            | 1               | 2   | 3 |  |
| 1 | Turchia (bandiera) · Liechtenstein (bandiera)                                              | İpek Soylu Lynn Zund                                                                       | 6 0             | 6 2 |   |  |
| 2 | Turchia (bandiera) · Liechtenstein (bandiera)                                              | Çağla Büyükakçay Stephanie Vogt                                                            | 6 2             | 6 2 |   |  |
| 3 | Turchia (bandiera) · Liechtenstein (bandiera)                                              | Çağla Büyükakçay / Pemra Özgen Sandra Hinterberger / Lynn Zund                             | 6 0             | 6 0 |   |  |

## Verdetti
- Gran Bretagna ammessa agli spareggi contro la prima del Pool C per un posto agli spareggi per il Gruppo Mondiale II.
- Liechtenstein al playout per evitare la retrocessione contro l'ultima del Pool C.